# فريدريك إي. سميث
فريدريك إي. سميث (بالإنجليزية: Frederick E. Smith)‏ هو كاتب أمريكي، ولد في 4 أبريل 1919، وتوفي في 15 مايو 2012.

## وصلات خارجية
- فريدريك إي. سميث على موقع IMDb (الإنجليزية)